# Marcela Guerra Castillo
Marcela Guerra Castillo (Monterrey, Nuevo León; 7 de noviembre de 1959) es una política mexicana, miembro del Partido Revolucionario Institucional. Fue senadora de la República de 2012 a 2018 por Nuevo León y presidenta de ParlAmericas. También fue diputada local del Congreso de Nuevo León y cuatro veces diputada federal del Congreso de la Unión.

## Educación y vida personal
Guerra Castillo es la hija mayor de Rodolfo Guerra Tijerina y Virginia Castillo Rodríguez. Nació el 7 de noviembre de 1959 en Monterrey, Nuevo León; estudió la educación media superior en Canadá desde donde regresó para cursar la carrera de Licenciada en Administración de Empresas (LAE 83) en el Tecnológico de Monterrey, donde reanuda sus actividades en el teatro universitario, actuando en las revistas musicales y publicando artículos en el periódico Panorama de esa institución académica en el Campus Monterrey.
En 1987 Marcela Guerra Castillo y Mentor Tijerina Martínez contrajeron nupcias, él trabajaba en la embajada de México en París, por lo que radicaron en esa ciudad donde Guerra Castillo continuó realizando estudios en Lengua y Civilización en La Sorbona, Historia y Conservación Museológica en la Escuela del Louvre e Historia de la Civilización en el Instituto Católico de París. 
Asimismo, en 2017 obtuvo el grado de Maestra en Derecho Constitucional por la División de Estudios de Posgrado de la Facultad de Derecho de la Universidad Nacional Autónoma de México, con mención honorífica ante un sínodo presidido por el Doctor Jorge Fernández Ruíz. 
Ha participado en diversos cursos y seminarios, entre los que destacan: el Seminario Ejecutivo “Oportunidad y Desafíos del Futuro de México: Estrategias de Liderazgo y Desempeño" por la Escuela de Gobierno John F. Kennedy de la Universidad de Harvard y el Seminario “Política Exterior y Agenda Global” impartido por el Instituto Matías Romero de la Secretaría de Relaciones Exteriores.

## Cargos de elección popular

### LXIX Legislatura de Nuevo León
Diputada local en la LXIX Legislatura del Congreso del Estado de Nuevo León por la vía de la representación proporcional del VIII Distrito Electoral Local de Nuevo León con cabecera en Monterrey, cargo que ocupó de 2000 al 2003. En dicha Legislatura, formó parte de la Comisión de Desarrollo Humano, además de fungir como Presidente de la Comisión Primera de Hacienda, Presidente de la Comisión de Desarrollo Municipal, Presidente de la Comisión de Fiscalización de la Cuenta Pública y Causas Ciudadanas y Secretaria de la Comisión Tercera de Hacienda.

### LIX Legislatura del H. Congreso de la Unión
Diputada federal en la LIX legislatura del Congreso de la Unión durante el período 2003 - 2006 donde representó al V Distrito Electoral Federal de Nuevo León con cabecera en Monterrey. En dicha legislatura fue integrante de las Comisiones de la Función Pública, Vigilancia de la Auditoría Superior de la Federación, y Especial de la Función Pública; además fue Secretaria de la Mesa Directiva de la Comisión Permanente y de la Comisión de Radio, Televisión y Cinematografía.
También fungió como vocera de la fracción parlamentaria del PRI.

### LXI Legislatura del Congreso de la Unión
Diputada federal en la LXI Legislatura del Congreso de la Unión, representando por segunda ocasión al V Distrito Electoral Federal de Nuevo León con cabecera en Monterrey. En dicha legislatura fue integrante de las Comisiones de Gobernación y de Equidad y Género, de igual modo fungió como Secretaria de la Comisión de Vigilancia de la Auditoría Superior de la Federación. También fue parte del Comité del Centro de Estudios para el Adelanto de las Mujeres y la Equidad de Género de la Cámara de Diputados.
Como miembro de la Unión Interparlamentaria (UIP), ha participado en diversos foros a nivel internacional legislando a favor de las mujeres.

### LXII y LXIII Legislatura del H. Congreso de la Unión
Senadora de la República en las LXII y LXIII Legislaturas del H. Congreso de la Unión por el estado de Nuevo León. En esta legislatura ha sido integrante de las Comisiones de Fomento Económico, de la Defensa Nacional, y de Radio, Televisión y Cinematografía; Secretaria de las Comisiones de Relaciones Exteriores, Especial de Cambio Climático, de Biblioteca y Asuntos Editoriales; y Presidente de la Comisión de Relaciones Exteriores con América del Norte.
Votó a favor de la Reforma financiera entre lo que se incluía la homologación del Impuesto al valor agregado en las fronteras de 11 a 16 por ciento, mostrando su desacuerdo para el impuesto a colegiaturas y a la compra o renta de viviendas.

Además, es Presidente de la Delegación del Congreso de la Unión ante Parlamentarios por las Américas (ParlAmericas), representante de México para la Subregión América del Norte en el Consejo de Administración y Comité Ejecutivo del ParlAmericas, fundadora y copresidente del Grupo Parlamentario Conservacionista Mexicano, miembro de la delegación senatorial que acompaña las negociaciones del Acuerdo Transpacífico de Cooperación Económica y de la Red Hemisférica de Parlamentarios y Exparlamentarios por la Primera Infancia integrante de la Unión Interparlamentaria. En septiembre de 2014 fue elegida y asumió el cargo de Presidente de ParlAmericas, organismo internacional que reúne a legisladores de 35 estados del continente americano.
El 7 de enero de 2015 solicita licencia para participar en el proceso interno de selección de candidatos de su partido para las Elecciones estatales de Nuevo León de 2015.
El 23 de enero de 2018 solicita licencia por tiempo indefinido para participar en las Elecciones federales en México de 2018 como candidata a diputada por el Distrito electoral federal 5 de Nuevo León.

## Cargos partidistas
En 2007 es elegida Secretaria de la CNOP de Nuevo León para un periodo que concluiría en 2009.
El 23 de octubre de 2018, la entonces Presidente del Comité Ejecutivo Nacional del Partido Revolucionario Institucional, Doctora Claudia Ruíz Massieu, la designó como representante del Partido Revolucionario Institucional ante el Consejo General del Instituto Nacional Electoral, cargo en el cual fue ratificada por el presidente del Comité Ejecutivo Nacional del Partido Revolucionario Institucional, Licenciado Alejandro Moreno Cárdenas, y que concluyó el 30 de septiembre de 2020.

## Actividad política
Siendo estudiante en el Instituto Tecnológico y de Estudios Superiores de Monterrey decide formar con otros compañeros de escuela una planilla llamada "Saturno", resultando ganadores por lo que presiden la FETEC (Federación de Estudiantes del Tecnológico), máximo órgano estudiantil del Instituto, en el que presidió la Comisión Electoral de la Federación de Estudiantes.
Se afilió a las brigadas juveniles del Partido Revolucionario Institucional en 1977. En 1996 toma protesta como Secretaria General de la Comisión de Asuntos de las Mujeres en la Fundación Colosio
Participó en las Elecciones estatales de Nuevo León de 1997 contendiendo por el Distrito 18 de San Pedro Garza García por el partido Partido Revolucionario Institucional, obteniendo 21,913 votos (37.04%) contra los 30,479 votos (51.51%) que obtuvo Gerardo Garza Sada. Se integra a la Secretaría de Desarrollo Social y Humano del municipio de San Pedro Garza García como Consejera Consultiva de 1998 a 1999.
En 2012 emprende una campaña para defender la honorabilidad de Enrique Peña Nieto a raíz de las publicaciones realizadas en redes sociales por la madre de uno de los hijos que el exgobernador mexiquense tuvo fuera de matrimonio, creando polémica con el presidente de la Comisión de Atención a Grupos Vulnerables del Senado de la República, Guillermo Tamborrel Suárez.
En las elecciones federales en México de 2012 participó como Candidata al Senado de la República por el estado de Nuevo León en fórmula con la exalcaldesa del municipio de Guadalupe, Ivonne Álvarez García, donde de manera histórica el PRI postula a dos mujeres para el Senado.
En 2015 aspira como precandidata para contender como abanderada del PRI para la gubernatura en las Elecciones estatales de Nuevo León de 2015 siendo elegida Ivonne Álvarez para la contienda por lo que Marcela se colocó como coordinadora de campaña.

## Carrera profesional

### Organismos Culturales
En el ámbito cultural de 1984 a 1987 fue coordinadora general del Teatro de la ciudad de Monterrey y luego de 1991 a 1994 directora del Museo de historia de Nuevo León. De 1994 a 1996 fungió como Directora del Museo de Historia Mexicana en Monterrey. En 1996 fue nombrada directora de proyectos de conservación del Parque Fundidora.

### Organismos de la Sociedad Civil
En 1998 funda junto a académicas, funcionarias, empresarias, periodistas y mujeres de partidos políticos el colectivo Pacto Plural de Mujeres de Nuevo León que defendía, entre otros temas, las tres causales de ley establecidas en el Código Penal que permiten el aborto en Nuevo León siendo su consejera durante los cinco años de existencia de esta alianza
Fue Presidente de Bienestar y Vida, AC de 1998 a 2001 y Secretaria de la Asociación Política Liberal Progresista en 2000, asociación conocida anteriormente como Partido LIberal Revolucionario.

### Medios Electrónicos e Impresos
De 1982 a 1987 colaboró con el periódico El Norte. En 1987 fue conductora del programa Buenos Días en el canal 8 de Monterrey y conductora del programa Evolución en el canal del Centro de Estudios de Métodos y Procedimientos Avanzados de la Educación (CEMPAE) en Monterrey. En el 2002 fue comentarista política en el noticiero de la estación Núcleo Radio Monterrey. Ha sido colaboradora y editorialista en temas políticos en Televisa Monterrey y en la Mesa de Debate del programa “Según Ellas” de Milenio Televisión.

### Reconocimientos
En julio del 2017 obtuvo el "Global Democracy Award" por parte de Washington Academy of Political Arts & Sciences (WAPAS) debido a su trabajo como presidente en ParlAméricas. Algunos aspectos que destacados por la academia fueron los esfuerzos para lograr la igualdad de género en las organizaciones políticas, la apertura de los parlamentos que integran la red a través de acceso a información y transparencia, promoción de la ética parlamentaria, rendición de cuentas y participación ciudadana. Otros aspectos destacados incluyen la creación de la Red Parlamentaria de Cambio Climático y el constante esfuerzo para el combate al cambio climático.

### Publicaciones
- Crisol del temple, la historia de la fundidora de hierro y acero de Monterrey. Guerra Marcela y Trejo Alma. Grafo Print Editores, Monterrey, Nuevo León. México. 1999
- Manual y Guía para las familias que viven en la discapacidad, 1999